# Gángoly Attila
Gángoly Attila (Dunaújváros, 1968. július 13. –) magyar író, szerkesztő.

## Életpályája
Szülei: Gángoly Emil és Zsellér Dorottya. 1982-ben költözött Budapestre, ahol nyomdaipari, tipográfiai és korrektori tanulmányokat folytatott. A szakérettségi (1986) után előbb az Országgyűlési Könyvtárban, majd egy térképnyomdában dolgozott. 1988–1989 között Kiskőrösön volt katona. 1994-ben szerzett tanári diplomát az ELTE Tanárképző Főiskolai Kar (ELTE TFK) magyar–történelem szakán. 2005-ig pedagógusként dolgozott a Mozgássérült Emberek Rehabilitációs Központja elődintézményében. 2007-től 2016-ig a Metropol hírújság nyelvi lektora volt, mellette folyóiratok (Kapu, Állatvilág) és könyvkiadók (Jószöveg Műhely, Magvető, HVG Könyvek stb.) külső munkatársa, szöveggondozója.
Gyermekei: Ákos (1996), Enikő (1999), Zsófia (2001), Blanka (2007).

## Szépirodalmi tevékenysége
1996-tól publikál. Novellái, regényrészletei kb. harminc magyarországi és erdélyi lapban jelentek meg: Kortárs, Magyar Napló, Dunatükör, Budapesti Jelenlét, Hitel, Ezredvég, Tekintet, Vigilia, Napút, Bárka, Tiszatáj, Pannon Tükör, Irodalmi Jelen, Helikon stb. (Rövidprózái és elbeszélései olvashatók online irodalmi felületeken is.)
Egyaránt műveli, esetenként keveri a bibliai átirat, a mese, az esszé, a naplóregény, a kísértethistória, a fiktív életrajz, a szocionovella és a detektívtörténet műfaját. Írásaira jellemzők a megnövelt szerepű lábjegyzetek, a történelmi vonatkozások, valamint a példázat, a fantasztikum, az irodalmi misztifikáció. Filmszerű vágásokkal, az angolszász tengerésztörténet („sea story”), a polinéz hiedelemvilág és a robinzonád vegyítésével kísérletet tett a régimódi kalandregény modernizálására is (A flibusztírek kincse).
A Zsír Balázs olajra lép és előzményei próba a többszerzős könyv, továbbá a pikareszk hagyomány megújítására (az írók szövegközi rivalizálása; "G. és N. urak" feltűnése közös művük szereplőiként; éles társadalomkritika alulnézetből). A történetmondás során az egyes szám első és harmadik személyű narratíva aszerint változik, hogy épp melyik szerző ragadja magához a kezdeményezést.

## Művei
- Lázár átka (históriák – rövidprózák, elbeszélések, 2000)

- Zsír Balázs, avagy Egy tucatszor bukott diák hihetetlen kalandjairól, kóborlásairól és kópéságairól s ezenközbeni elmélkedéseiről szerzett szép kis história. Pikareszk regény (pikareszk nagyregény Novák Valentinnal, G. és N. urak álnéven, 2001)

- Zsír Balázs útra kel, avagy Egy csúfosan bukott diák hihetetlen kalandjairól, kóborlásairól és komiszságairól s ezenközbeni elmélkedéseiről szerzett szép kis história. Kópéregény (a nagyregény első részének 2. [füzetes] kiadása, 2004)

- Jáfet lencséje (misztikus kisregény, Székelyföld, 9. évf., 5. sz., 2005)

- A flibusztírek kincse ("ifjúsági" kalandregény, G. A. Robins álnéven, online közzététel: 2008)

- A túlvilágkutató hagyatéka (a Jáfet... szövegváltozata, Életünk, 48. évf., 1. sz., 2010)

- Zsír Balázs olajra lép. Egy csúfosan bukott diák hihetetlen kalandjairól, kóborlásairól és komiszságairól s ezenközbeni elmélkedéseiről szerzett szép kis história. Csavargóregény (pikareszk regény Novák Valentinnal, G. és N. urak álnéven, 2011)

- Lázadó jegyzetek (naplóregény, Látó, PoLíSz, Várad, Vár Ucca Műhely, Székelyföld, 2012–2013)

## Antológiabeli közlések
- ...elmondom hát mindenkinek (szerk. Batári Gábor, 1999)

- Gondolattánc (szerk. Batári Gábor, 2000)

- Hasadás (szerk. Bakos József, 2014)

## Egyéb
- Veri az ördög a feleségét. Ezredvég, 1998. június
- A víziszörny. Ezredvég, 1998. október
- Zsír Balázs (részlet). Az Irodalom Visszavág, 1998. tél
- A múlt varázsa. Ezredvég, 1999. január
- Áradat. Kortárs, 1999. április
- Fényeső. Ezredvég, 1999. április
- A cinkos apostol. Ezredvég, 1999. május
- Macskasír. Az Irodalom Visszavág, 1999. június
- Az utca két vége. Ezredvég, 1999. július
- Mese a világ végéről. Ezredvég, 1999. szeptember
- Lázár átka. Tiszatáj, 1999. október
- Fővesztés. Ezredvég, 2000. január
- Egy fogadó előtörténete / Triszmegisztosz tanár Archiválva 2007. május 20-i dátummal a Wayback Machine-ben. Napút (napkut.hu), 2001. szeptember
- Jégkorszak az édenkertben Archiválva 2012. október 22-i dátummal a Wayback Machine-ben. Irodalmi Jelen, 2005. november
- Felnőttmese / Apróságokról beszélek / A rókaszelídítő / Az emberevő utolsó lakomája. Dunatükör, 2007., 18. sz.
- Ítéletidő. Várad, 2008. február
- Fantomköztársaság. Várad, 2008. február
- Hajótörés a betűk óceánján. Várad, 2008. február
- Seherezádé új mesét mond. Hitel, 2008. augusztus
- Szárnyaszegett angyalok Archiválva 2016. augusztus 27-i dátummal a Wayback Machine-ben. Székelyföld, 2008. december
- Mindhalálig horror. Dunatükör, 2008–2009., 21. sz.
- Belzebub patkója. Várad, 2009. április
- Történelmi miniatűr. Várad, 2009. április
- Robinzonád. Dunatükör, 2010–2011., 26. sz.
- Lázadó jegyzetek (Második rész). Látó, 2012. január
- Lázadó jegyzetek (Harmadik rész). PoLíSz, 2012. március
- Fejezet az ősregényből. Kortárs, 2012. július
- Lázadó jegyzetek (Negyedik rész) Archiválva 2016. augusztus 19-i dátummal a Wayback Machine-ben. Várad, 2012. szeptember
- Lázadó jegyzetek (Első rész) Archiválva 2022. november 29-i dátummal a Wayback Machine-ben. Székelyföld, 2013. augusztus
- Nyomolvasás az irodalmi vadonban Archiválva 2016. augusztus 27-i dátummal a Wayback Machine-ben. Spanyolnátha, 2014. március
- Történelemhamisítás Archiválva 2016. augusztus 26-i dátummal a Wayback Machine-ben. Spanyolnátha, 2015. január